# 朴熙道
朴熙道（韩语：／ Bak Hui-do，1934年7月22日—），号晓岩（효암），韩国军人、政治人物、企业家、社会运动家、社会机关团体人士，本贯密阳朴氏。
他毕业于大韩民国陆军士官学校第12届。从陆军学校学生时期开始，就与朴俊炳，朴世直一起形成了所谓的“三朴”，并成长为陆军士官学校第12期的领军人物。
此后，他曾任军长、陆军参谋总长，但被卢泰愚突然罢免，此后在保守倾向的市民社会团体活动。1996年因雙十二政變被文民政府确定司法处理后逃往美国。1997年12月22日雙十二政變参与者被赦免后，韩国和美国的罪犯引渡协定将生效，他于1998年回国自首。

## 学历
- 庆北高中毕业
- 大韩民国陆军士官学校12期文学士
- 大韩民国陆军步兵学校毕业
- 从美国陆军步兵学校毕业。
- 美国陆军特战学校（现约翰.F.肯尼迪特战学校）毕业
- 大韩民国陆军大学毕业
- 大韩民国国防大学行政学士
- 延世大学商学院工商管理硕士

### 未毕业
- 首尔大学工商管理学院工商管理硕士课程结业

## 生涯

### 军队生活

#### 军官任职之初
第12届陆军官校毕业，任官为少尉。1960年代中期加入了壹会，与全斗焕结下了深厚的友谊。

#### 将军晋升
1975年晉升准将。1976年担任第1空降旅长的全斗焕接到总统警卫室作战次长的命令后，在物色后任指挥官的过程中想起了自己的“壹会”后辈朴熙道，并请求当时的特战司令官郑柄宙少将(陆军士官学校第9期)，帮助朴熙道作为自己的接班人成为第1空降旅长。

#### 对板门店斧头杀人案的报复行动
1976年朴熙道出任旅长的当年8月18日，发生了板门店斧头杀人案，朴正熙总统决定对此行为进行报复。朴正熙想起了第一空降旅，这是能够将自己的决心付诸于实践的部队。此后，任当时联合参谋议长的卢载铉上將（陆军军官学校第4期）和联合参谋总部作战本部长柳炳贤中将（陆士第5期）下达了作战指示，故私访第1空降旅，指示朴熙道旅长执行自己的指示。
对此，二人伪装成身份前往旅长室，在旅长室拿出50万韩元起事资金，并表示:“这是朴正熙总统的指示，请你们秘密执行。”主要核心是破坏设置在板门店上方的朝鲜4个非法哨所。对此，朴熙道旅长选拔了64名精锐要员，将其中的金宗宪少校任命为特攻队队长，并指示他们用步枪武装起来，然后派往板门店。而且，这些特工队顺利完成任务后返回韩国，当时通过韩美联合作战，按照原计划进行了砍伐引发问题的杨树的工作，但美军当初要求以非武装身份派遣的第1空降旅却以武装身份抵达板门店，并单独进行作战。对此，当时的韩美联合司令部司令官斯蒂维尔美国陆军上将感到非常愤怒，并对朴熙道进行了训斥。
再看看当时的情况，韩美联合司令部方面主张说，64名特工兵力都可以携带手枪，但美军方面负责保管，但从朴熙道将军的立场上看，“把部下都派到死地了，难道要和敌人见面就要求他们练跆拳道吗?”他反问道:“为什么不用步枪?”他以承担所有责任的决心，让部下用个人武器（步枪）武装自己，而不是手枪。
尽管在朴正熙总统的帮助下，顶住美军压力的朴熙道却将再次面临危机。

#### 保职卸任危机
1978年，北韩在忠清南道西山近海成功发射地对地导弹，受到了刺激。当时，北韩派遣武装间谍到西山近海一带收集情报，陆军本部对此进行了探查，并追查到了武装间谍，但无奈的是，他在第1空降旅的守卫地区游历，并渡过临津江返回北韩。当时任陆军参谋总长的李世镐上将曾考虑免去朴熙道的旅長职务，但对他非常爱惜的特殊战司令官郑柄宙将军在李世镐面前下跪，在空着他的手之后，勉强保住了旅长的位置。

### 12·12参与军事叛乱
如此顺利地度过了两次危机的朴熙道在命运未定的12·12军事叛乱时期担任第1空降旅长，当时接到保安司令官全斗焕的命令离开工作岗位前往首尔青瓦台附近的首都警备司令部第30警备团团长室。
另外，朴熙道将积极参与军事政变，但与当初的期待不同，崔圭夏总统推迟了批准。朴熙道在全斗焕的带领下，由俞学圣中将（国防部军需助理次長，陆士第8期）和车圭宪中将（陆军首都军軍长，陆士第8期）以及黄永时中将（陆军第1军軍長，陆第10期）和白云泽准将（陆军第71防卫师師长，陆士第11期）等人一起，全副武装前往青瓦台强烈要求崔圭夏总统进行裁决，但从表面上看，这是对崔圭夏的要胁。
但是，总统崔圭夏下令让他找回国防部长后，全斗焕就返回第1空降特战旅，派兵力进入首尔，控制国防部和陆军总部，并打听国防部长卢载铉的行踪。
从当时特战司令部的构成来看，特战司令部司令官是陆士第9期的少将郑柄宙，副司令官是陆军综合学校出身的李顺吉准将，在首尔近处布阵，而动员较为容易的首尔外钵山洞第1空降特戰旅是朴熙道准将（陆士第12期），南汉山城特战司令部旁边的首尔居如洞第3空降特战旅是崔世昌准将（陆士第13期）；仁川富平附近的第5空降特战旅由张基梧准将（陆士第12期）指挥，京畿富川的第9空降特战旅由尹兴基准将（陆军综合学校及甲种军官出身）指挥。在这种情况下，在一定程度上掌握情况的司令官郑炳宙下达了禁止第1、3、5空降特战旅兵力移动的命令，并对跟随自己的第9空降特战旅下达了出动命令。
虽然他想把副司令官李顺吉派到第1空降特战旅，阻止其出动，但是朴熙道不服从命令，出动了第1旅，掌握了陆军本部和国防部，同时接到全斗焕命令的崔世昌将动员第3旅掌握特战司令部，并强制逮捕郑炳宙将军，同时将他的副官暨秘书室室长金五郎少校（陆士第25期）射杀。
当初接到正当出动命令的第9空降旅在京仁高速公路上行驶时，接到陆军参谋次长尹诚敏中将（陆士第9期）的命令，在富川立交桥回师。叛军方面在国防部发现了国防部长卢载铉，并将其强行带到全斗焕等人所在的首都警备司令部第30警卫团，要求批准逮捕陆军参谋总长郑昇和。
结果崔圭夏总统也进行了裁决，12.12军事叛乱以叛军的胜利而告终。

### 12·12军事叛乱之后
全斗焕论功行赏，朴熙道担任陆军第26步兵师长，并就任特战司令官。此后，他担任陆军第三野战军司令官晋升为陆军上将，并于1985年12月升任陆军参谋总长，但在1988年6月任期还剩6个月时，被卢泰愚总统正式罢免。
在担任参谋总长时，他还牵连了1986年国会国防委员会会餐乱斗事件。1987年12月，朴熙道的两年任期已满，他本应办理提前转役程序，但全斗焕把他的任期延长了一年。这是面对卢泰愚继任的情况，即将下台的全斗焕为了维持自己的影响力而留任自己的嫡系人士朴熙道的结果。卢泰愚对此事感到愤怒，但是一直没有表露出来，就任后立即进行了报复性人事调动。
1988年6月，以国民舆论的名义开始肃清全斗焕直系的卢泰愚在任期还剩6个月之际罢免并转役朴熙道。转业以后，他也没能像其他壹会的人士一样进入公职或政界。虽然曾两次试图参加议会选举，但在1992年举行的第14届议会选举中，公推的可能性非常大，但最终落选，此后的1996年因前总统全斗焕和卢泰愚的拘留事件而受挫。

### 第六共和国后
此后，他担任陆军上将，并在市民社会团体活动期间于1992年被聘为晓岩研究所所长，还曾担任韩国土地公社理事长。1994年进入平民政府后，在时任总统金泳三对全斗焕、卢泰愚进行司法处理，并在12·12重新评价过程中被拘留，服刑后获释。
2000年代以后，他在右翼市民团体担任市民运动家兼右翼团体元老，至今仍活跃在社运界。

## 著作
- 站在不回来的桥上（朴熙道，桑塔莎，1988）

## 获奖经历
- 美国功绩勋章

## 脚注

### 电视连续剧
- 1995年：第4共和国（电视剧）MBC电视剧，郑基洙
- 2005年：第五共和国（电视剧）MBC电视剧，全仁泽飾